# Ernest Boguet
Pour les articles homonymes, voir Boguet.
 (août 2022).
Ernest Boguet né le 17 juillet 1902 à Marmagne, mort le 2 octobre 1975 à Montbard, est un peintre français.

## Biographie
Le 17 juillet 1902 Ernest Boguet naît à Fontenay, sur le territoire de la commune de Marmagne, premier fils d’Auguste Boguet et de Marie Lecomte. La famille s’installe à Montbard peu après. Le père exerce le métier de charron dans l’atelier situé au fond de la cour (du Chiffon) sis rue François-Debussy. Les trois grandes baies vitrées de l’atelier font face à l’hôpital. La famille habite dans un des appartements de l’immeuble donnant sur la cour.
Ernest Boguet a, naturellement, fréquenté l’école primaire des garçons de la rue Auguste Carré, puis l’école primaire supérieure installée dans la maison de Buffon. Attiré par la peinture dès l’âge de 11 ans, Ernest Boguet a suivi les cours de l’école des Beaux-Arts de Dijon, avec Frequenez pour la peinture et Ovide Yencesse pour la sculpture.
Pendant son service militaire à Nancy, il a fréquenté l’école des Beaux-Arts de la ville avec Prouvé.
C’est ensuite la montée à paris pour les cours de l’École nationale des beaux-arts sous la direction de Roger et de Corlin ainsi que ceux de l’école des Arts décoratifs pour préparer le professorat des arts plastiques, ce qui n’empêche pas Ernest Boguet de fréquenter diverses Académies libres. Ernest reçoit les conseils du peintre Narbonne, natif de Touillon.
En 1925, Ernest obtient la première partie du diplôme de professeur, mais ne persiste pas dans cette voie, préférant suivre une carrière d’artiste peintre, tout en travaillant dans les ateliers de décoration parisiens.
En 1928, Ernest Boguet épouse à Paris Suzanne Chevenard, de famille montbardoise ; ils habitent Champigny-sur-Marne.
Exposition au salon de l’essor à Dijon en 1928.
La crise entraînant la fermeture des ateliers de décoration, M. et Mme Boguet s’installent à Montbard en 1932. Ernest fait de la décoration et Mme Boguet tient un commerce de droguerie 47 bis rue d’Abrantès. Alors on rencontre souvent Ernest Boguet dans les rues revêtu d’une blouse blanche et coiffé d’un béret.
Il expose à Paris en 1933 et en 1934 au salon des artistes Français, dont il devient sociétaire en 1935, au salon de l’Essor à Dijon en 1936. En 1937, des œuvres d’Ernest figurent aux Artistes français et à l’hôtel de la ville de Montbard (exposition commune avec Chantal Quenneville, le peintre a été un bon camarade pour Chantal Quenneville). Mobilisé en 1939, le peintre, prisonnier à Verdun en juin 1940, réformé en novembre, regagne Montbard. Ernest expose à Paris au salon des Indépendants de 1942 et de 1943, ainsi qu’à l’hôtel de l’Écu à Montbard en 1943 avec Gabriel Venet, et à l’hôtel de ville de Montbard, en 1945 a une exposition des artistes bourguignons. En 1941, il fait des peintures à l’église Saint-Paul de Montbard, en 1943 puis en 1945-1946 à Saint-Urse à Montbard, en 1946, à l’église de Montigny-sur-Vingeanne, en 1947 il exécute un chemin de croix pour l’église de Touillon. Ernest Boguet a aimé les activités artistiques de la MJC de Montbard et a été conservateur du musée des beaux-arts après Gabriel Venet.
Ernest Boguet s’est éteint le 2 octobre 1975 à Montbard où il est inhumé.

## Expositions
- À Auxerre, rue de l’Horloge en 1947
- Aux Artistes français de 1948 avec son grand autoportrait au chevalet exécuté en 1939
- Au 2e Salon de l’orangerie à Montbard en 1951
- Au syndicat d’initiative de Montbard en 1952
- Du 19 au 30 décembre, à Paris, galerie Saint-Simon (Vizzavona)
- Dans le hall d’exposition des magasins Beaudoin à Montbard en 1953
- Ernest Boguet cesse en 1957 de professer au cours complémentaire de jeunes filles d’Avallon où il a exercé pendant trois ans.
- Cette même année, il participe à une exposition de groupe, galerie Vauban à Dijon
- Plusieurs expositions en 1964 : à Avallon (Grande rue), à Montbard (hôtel de ville avec Chantal Quenneville), à Auxerre (halle du journal L’Yonne républicaine)
- Les dernières expositions d’Ernest Boguet furent celle de 1968 à la MJC de Montbard avec Chantal Quenneville, de 1969 dans la tour de l’Aubespin sous l’égide de l’Association culturelle montbardoise, et de 1971 à l’hôtel de ville avec Louis Arnoux.

## L’œuvre d’Ernest Boguet
Les œuvres du peintre, solidement charpentés, montrent la vigueur de la matière picturale.

Ernest Boguet a su rendre l’aspect des cieux tourmentés, la grisaille de l’hiver et la tristesse du camp de prisonniers. C’est dans une lumière plus éclatante que celle de nos régions qu’apparaissent les couleurs plus vives des paysages du Midi.
Il a peint notamment à Paris et en banlieue, à Montbard et aux environs, à Avallon, Semur-en-Auxois, à Alise-Sainte-Reine, à Arnay-le-Duc, dans le Morvan (à Anost en particulier), à Dieppe, et sur la Côte d’azur, il a fait aussi des portraits et des natures mortes.
Il a exécuté des croquis, des gravures sur bois, peint des cartons travaillés, des décors pour les théâtres de Semur-en-Auxois et des peintures dans l’église de Montigny-sur-Vingeanne (l’exaltation de la vraie croix), à Montbard dans l’église St-Urse (où la décoration de la chapelle des fonts baptismaux de 1943 a été victime de l’humidité) et à Saint-Paul (où on ne peut que regretter la destruction des anges adorateurs qui ornaient le chœur).

## Le souvenir d’Ernest Boguet
Pendant la foire de Montbard de septembre 1975, de nombreuses œuvres d’Ernest ont été exposées dans le hall du CES.
En juin 1980, la salle Paul-Éluard à Montbard accueille une rétrospective de ses œuvres avec Chantal Quenneville : 36 peintures furent exposées, beaucoup de la collection de Mme Boguet, mais aussi de particulier et du Musée des Beaux-Arts de Montbard (le « canal en hiver » qui avait été exposé aux Artistes français en 1934).
En outre des œuvres sur bois, des croquis du camp de prisonniers de Verdun, des photographies de l’artiste et de ses décorations murales.
Mais les œuvres furent trop nombreuses pour être bien mises en valeur.
Le nom d’Ernest Boguet a été donné à une rue de Montbard.
Une importante donation d’œuvre de son mari a été faite par Mme Boguet au musée des Beaux-Arts de Montbard en 1984. Elles ont pris place dans une nouvelle salle : la salle Ernest-Boguet, inaugurée le 15 décembre 1984. S’y trouvent 18 peintures, dont le grand autoportrait au chevalet, et une sculpture (le buste de M. Michelerme, ancien instituteur qui habitait 8 rue Auguste-Carré et fut président de la Société archéologique et biographique de Montbard).

La salle de réunion de l’hôtel de ville de Montbard est ornée d’une composition d’Ernest qui évoque le passé et les activités de la ville sur un fond montrant la tour de l’Aubespin, les clochers de St-Urse et de l’institution Buffon, les trois cheminées (maintenant démolies) de l’usine et le château d’eau, avec le profil de Buffon apparaissant dans les nuages.
La peinture de l’église St-Urse, exécutée en haut du mur qui limite la nef côté chœur, illustre la création du monde, avec le créateur au sommet, à gauche saint Éloi et les forgerons, à droite sainte Cécile et des anges musiciens, au centre une scène de labour sur un paysage de Montbard avec les cheminées de l’usine, la tour de l’Aubespin, des maisons et le clocher de l’église,.

## Sources
- Ressource relative aux beaux-arts :   - Bénézit
- Extraits de presse : Bourgogne républicaine, Les Dépêches, Le Bien public, les Dépêches du dimanche, L’Yonne républicaine[source insuffisante]
- Paul Passé, « Musée Site Buffon », Les amis de la cité, no 42,‎ 2010 (lire en ligne [[doc]])